# Campagne contre le Wu de Cao Pi
Batailles
Dongkou - Jiangling - Ruxu
Batailles
Yiling/Xiaoting - Campagne contre le Wu - Campagne du Sud - Hefei (231) - Hefei (233) - Expéditions de Zhuge Liang - Hefei (234) - Shiting - Liaodong - Offensive du Wu - Xingshi - Koguryo - Gaoping - Expéditions de Jiang Wei (Didao) - Dongxing - Hefei (253) - Shouchun - Cao Mao - chute du Shu - Zhong Hui - Chute du Wu
La campagne contre le Wu de Cao Pi est une tentative d'invasion initiée par le premier empereur du royaume de Wei contre le futur royaume de Wu. Elle prend place de 222 à 225, pendant la période des Trois Royaumes de l'Histoire de la Chine. Le casus belli de cette campagne est le refus de Sun Quan, futur empereur du Wu, d'envoyer son fils aine Sun Deng en otage à la cour du Wei; alors qu'il s'était déclaré vassal du Wei la même année. Ce refus provoque la rupture des relations diplomatiques, suivie de la mobilisation des armées du Wei et de la déclaration d'indépendance du Wu.
Cette campagne se déroule en deux parties. la première est une attaque simultanée sur trois fronts en 222-223, qui s’achève quand Cao Pi donne l'ordre de battre en retraite. La seconde et dernière partie est une attaque navale qui a lieu en 225.

## Situation avant l'invasion
En 222, lors de la bataille de Xiaoting, les troupes de Sun Quan réussissent à vaincre celles de Liu Bei, l'empereur du Shu. Cette victoire est en partie due au fait que le clan Sun a fait soumission à Cao Pi, qui lui a assuré en retour un soutien non négligeable. En effet, ce dernier a fondé en 220 le royaume de Wei, après avoir renversé le dernier empereur de la dynastie Han, et c'est pour renforcer son pouvoir qu'il a accepté d'aider les Sun dans leur conflit contre Liu Bei; car ce dernier visait aussi le trône impérial.  Cependant, le principe même de cette alliance est controversé, aussi bien chez les Sun qu'au sein du Wei. En effet, 14 ans plus tôt, Sun Quan avait refusé de se rendre à Cao Cao, le père de Cao Pi, et lui avait infligé une cuisante défaite à la bataille de la Falaise rouge. Du côté de Cao Pi, ce dernier et ses conseillers n'apprécient pas que Sun Quan porte le titre de "Roi du Wu", alors que le Wei ne voit en lui qu'un vassal. Au sein des forces armées de Sun Quan, on juge que l'alliance avec le Wei est devenue inutile depuis que la défaite de Liu Bei à Xiaoting a rendu le Shu trop faible pour menacer les possessions des Sun. Enfin, Sun Quan agissait comme s'il ne comptait pas renouveler cette alliance.
Très vite, les plans de Cao Pi pour éviter que les Sun ne renouent des relations avec le Shu tombent à l'eau, lorsque Sun Quan et Liu Bei renouent leur alliance. L'empereur du Wei tente de contrer ce rapprochement en demandant à Sun Quan d'envoyer Sun Deng, son fils aîné, comme otage à Luoyang, la capitale du Wei. Sun Quan décline poliment l'invitation, et s'excuse auprès de Cao Pi, en lui expliquant que son fils est trop jeune et sa santé trop précaire pour qu'il puisse partir loin de chez lui et de sa famille. Dans un premier temps, Cao Pi n'insiste pas, mais il finit par réitérer sa demande pour avoir Sun Deng en otage, demande qui est à nouveau rejetée.
Finalement, les relations diplomatiques entre le Wei et les Sun sont rompues et Cao Pi se prépare pour attaquer Sun Quan. Ce dernier multiplie les ambassades pour essayer de négocier la paix, mais en vain. En novembre 222,  Sun Quan prend acte de la situation et déclare son indépendance.

## Première phase:l'attaque sur trois fronts en simultané (222–223)

### Dongkou
À l'automne de l'année 222 (soit le 9e mois lunaire de 222), Cao Xiu, Zhang Liao et Zang Ba descendent le fleuve Yangzi Jiang à la tête d'une puissante flotte, pour attaquer Dongkou (洞口), un fort des armées de Sun Quan protégé par le général Lü Fan. Si les premiers combats sont des victoires pour le Wei, la situation s'enlise lorsque Sun Shao et Xu Sheng arrivent en renfort pour aider Lu Fan et réussissent à contrer l'offensive navale. La bataille s’achève à la fin du printemps 223 par un repli des troupes du Wei.

#### La rébellion de Jin Zong
Durant l'été 223, à la suite de cette bataille, Jin Zong (晋宗), un général du nouveau royaume de Wu, fait défection au profit de l'ennemi et part vers le nord du fleuve Yangzi Jiang, en direction de l'avant-poste Wei de Qichun. En réponse à cette trahison, Sun Quan envoie Mi Fang (麋芳), Xianyu Dan (鮮于丹), Liu Shao (劉邵) et Hu Zong (胡综), attaquer Qichun en passant par le fleuve, pendant que le général He Qi supervise les opérations. Cependant, la canicule est telle cette année-là, qu'il devient rapidement impossible de mener à bout les opérations. Les troupes du Wu commencent assez vite à se replier, ce qui amène Jin Zong à baisser sa garde. Profitant de la situation He Qi réussit à s'introduire dans le camp du Wei et à repartir après avoir capturé le rebelle.

### Jiangling
Plus à l'ouest dans la vallée du Yangzi Jiang, Cao Zhen, Zhang He, et Xiahou Shang, trois  généraux du Wei, lancent une attaque depuis Xiangyang contre deux sites clefs du Wu permettant de contrôler la province Jing. Zhang He attaque le siège de la commanderie de Nan et inflige une cuisante défaite à son défenseur, Sun Sheng. Pendant ce temps, Cao Zhen et Xiahou Shang mettent le siège devant Jiangling, la capitale de la province de Jing. Au début, la situation n'est pas favorable à Zhu Ran, qui assure la défense de Jiangling alors qu'il est en état d'infériorité numérique. Mais l'arrivée de renforts dirigés par Pan Zhang et Zhuge Jin rétablit l'équilibre. Dès lors, la situation s'enlise, jusqu’à ce que l'armée du Wei soit décimée par une épidémie et obligée de se replier.

### Ruxu
Le troisième front de l'invasion ne vise pas la région de Nanjing ou la province de Jing, mais essaye de frapper au plus prés Sun Quan, en attaquant Ruxu, pour s'ouvrir une route vers Wuchang, la capitale du clan Sun. Au début des combats, Cao Ren le général du Wei chargé de l'attaque et Zu Huan, le général du Wu chargé de la défense de Ruxu, multiplient les ruses pour se piéger l'un l'autre. L'arrivée de renforts pour le Wu fige la situation jusqu’à ce qu'une épidémie et la retraite des armées du Wei sur les deux autres fronts oblige Cao Ren à se replier à son tour.

## Seconde phase: L'incident de Guangling
Cao Pi lui-même est choqué par la résistance du Wu lors de sa tentative d'invasion. Après avoir réfléchi sur son échec, il comprend qu'il ne peut arriver à rien en lançant des attaques en amont du Yangzi Jiang, là où le fleuve est étroit. Par contre, au niveau de Guangling, le fleuve est beaucoup plus large, ce qui rend plus compliqué pour les forces du Wu de défendre cet endroit contre une éventuelle attaque du Wei. Cao Pi n'est pas le seul à être arrivé à ces conclusions, et c'est pour cela qu'en 224, Xu Sheng, un général du Wu, construit tout un système de défense factice, avec des murs et des tours, qui court le long de la rive sud du fleuve, de l'amont de Jianye jusqu’à Jiangcheng, et ce en prévision d'une future attaque navale.
En réponse à ce qui semble être des préparatifs de guerre, Cao Pi fait détruire une partie de ces murs au début de l'année 225, pendant l'hiver. Une fois la voie dégagée, il prend la tête d'une flotte forte de cent mille hommes et met le cap sur Guangling, en prévision d'une invasion totale du Wu. Sun Quan riposte à cette attaque en envoyant sa propre flotte bloquer la route de l'armée d'invasion du Wei. Mais plus que la taille de la flotte du Wu, c'est la météo qui pose problème à Cao Pi; car l'hiver est rude et la progression est difficile. Après avoir fait le point sur l'état de son expédition et les moyens déployés par le Wu, Cao Pi soupire "Hélas, c'est vraiment la volonté des dieux qui séparent le Sud du Nord." Après quoi il donne l'ordre à ses troupes de se replier sur Guangling. Lorsque Sun Shao, général du Wu et magistrat de Guangling, apprend que Cao Pi bat en retraite, il envoie Gao Shou (高寿), un de ses généraux, lancer un raid contre l'empereur du Wei à la tête de 500 hommes. Profitant de l'effet de surprise, le raid réussit et Gao Shou retourne au camp du Wu avec le bonnet de Cao Pi comme trophée.

## Conséquences
Cao Pi meurt en 226 et c'est son successeur Cao Rui qui tente une fois de plus d'envahir le Wu en envoyant Cao Xiu à la tête d'une armée à Shiting. Cette nouvelle attaque échoue, lorsque Zhou Fang, un général du Wu fait tomber Cao Xiu dans un piège en simulant une défection. Il faut ensuite attendre 24 ans pour que le Wei tente à nouveau d'envahir son voisin, lors de la bataille de Dongxing, qui s’achève par une nouvelle victoire du Wu. Après cet ultime échec, les officiels de la cour du Wei sont persuadés que la conquête du Wu est impossible. Il faut attendre que Cao Huan, le dernier empereur du Wei, abdique au profit de Sima Yan, le fondateur de la dynastie Jin, pour qu'ait lieu la chute du Wu et la fin de la période des Trois Royaumes.